# Coptotettix rotundatus
Coptotettix rotundatus är en insektsart som beskrevs av Hancock, J.L. 1907. Coptotettix rotundatus ingår i släktet Coptotettix och familjen torngräshoppor.

## Underarter
Arten delas in i följande underarter:
- C. r. rotundatus
- C. r. brevipennis